# Charly (The-Prodigy-Lied)
Charly ist die Debütsingle der englischen Big-Beat-Band The Prodigy. Der Song ist ebenfalls auf dem später veröffentlichten Debütalbum Experience enthalten, allerdings in einer deutlich anderen Trip into Drum & Bass Version. Die Single wurde in Großbritannien am 12. August 1991 vom Label XL Recordings auf Vinyl, CD und Kassette veröffentlicht und stieg bis auf Platz drei der britischen Singlecharts. Fast ein Jahr später, am 18. Juni 1992, wurde Charly in den Vereinigten Staaten als Doppel-A-Seiten-Single zusammen mit dem Song Everybody in the Place vom Label Elektra Records auf Vinyl und CD veröffentlicht. Insgesamt wurde die Single im Oktober 1992 mit Silber für ihre Verkaufszahlen (über 200.000 verkaufte Exemplare) ausgezeichnet. Am 22. November 2004 wurde die Single ebenfalls als digitaler Download veröffentlicht.

## Sample
Das Lied basiert auf einem Sample des englischen Informations- und Erziehungsfilms Charly Says, ein Zeichentrickfilm, der Kindern Sicherheitsvorkehrungen in verschiedensten Situationen beibringen möchte. Der Text lautet: „Charly says, always tell your mummy before you go off somewhere!“ („Charlie sagt, sage immer deiner Mama Bescheid, wenn du nach draußen gehst!“).
Liam Howlett wurde für die unerlaubte Verwendung des Samples verklagt, gewann letztlich jedoch die Klage.

## Auswirkungen
Die Single wurde zu einem großen Chart-Erfolg und hatte eine Welle von Rave-Produktionen zur Folge, die ebenfalls auf Samples diverser Kindersendungen basierten, wie z. B. die Smart E’s mit Sesame’s Treet oder Urban Hype mit A Trip to Trumpton. Das Dance-Magazin Mixmag warf der Band vor, mit Charly die „unsinnigste Sampling-Phase in der Geschichte der Dance-Musik“ („most insane sampling phase in the history of dance music“) ausgelöst zu haben und damit zum Vorreiter eines Pop-orientierten Teenager-Raves geworden zu sein, der im Gegensatz zu der ursprünglichen Untergrund-Ravekultur stünde.

## Musikvideo
Das Musikvideo von Regisseur Russell Curtis beinhaltet mit Effekten typischer Rave-Videos überarbeitete Liveaufnahmen der Band und verschiedene Szenen des Films Charley Says und wurde produziert von Jill Mumford.

## Titelliste
Die Titellisten der unterschiedlichen Formate und Veröffentlichungen von Charly:
| Nr.          | Titel                          | Länge |
| ------------ | ------------------------------ | ----- |
| 1.           | Charly (Alley Cat Mix 7" Edit) | 03:38 |
| 2.           | Charly (Original Mix)          | 03:56 |
| Gesamtlänge: | Gesamtlänge:                   | 7:34  |

| Nr.          | Titel                  | Länge |
| ------------ | ---------------------- | ----- |
| 1.           | Charly (Alley Cat Mix) | 05:27 |
| 2.           | Pandemonium            | 04:25 |
| 3.           | Your Love              | 06:00 |
| 4.           | Charly (Original Mix)  | 03:56 |
| Gesamtlänge: | Gesamtlänge:           | 19:48 |

| Nr.          | Titel                  | Länge |
| ------------ | ---------------------- | ----- |
| 1.           | Charly (Original Mix)  | 03:56 |
| 2.           | Pandemonium            | 04:25 |
| 3.           | Your Love              | 06:00 |
| 4.           | Charly (Alley Cat Mix) | 05:27 |
| Gesamtlänge: | Gesamtlänge:           | 19:48 |

| Nr.          | Titel                                       | Länge |
| ------------ | ------------------------------------------- | ----- |
| 1.           | Charly (Beltram Says Mix)                   | 05:27 |
| 2.           | Charly (Alley Cat Mix)                      | 05:27 |
| 3.           | Everybody in the Place (Dance Hall Version) | 05:33 |
| 4.           | Everybody in the Place (Fairground Mix)     | 05:08 |
| 5.           | Your Love (The Original Excursion)          | 06:00 |
| 6.           | G-Force (Part 1)                            | 05:18 |
| Gesamtlänge: | Gesamtlänge:                                | 33:06 |

| Nr.          | Titel                                       | Länge |
| ------------ | ------------------------------------------- | ----- |
| 1.           | Charly (Beltram Says Mix)                   | 05:27 |
| 2.           | Charly (Alley Cat Mix)                      | 05:27 |
| 3.           | Everybody in the Place (Dance Hall Version) | 05:33 |
| 4.           | Everybody in the Place (Fairground Mix)     | 05:08 |
| Gesamtlänge: | Gesamtlänge:                                | 21:35 |